# Михайлов, Михаил Козмич
Михаил Козмич Михайлов (1775—1856) — переводчик; один из основателей Вольного общества любителей словесности, наук и художеств.

## Биография
Получил образование в гимназии при Академии наук. Был в числе основателей Вольного общества любителей словесности, наук и художеств, но состоял в обществе только один год.
Был директором канцелярии государственного контролёра, потом директором канцелярии министра внутренних дел.
Делал переводы с французского языка. Отдельными изданиями вышли его переводы: «Две повести» А. Сталь (СПб., 1804) и «Рассуждение о гражданском и уголовном законоположении» Бентама (СПб., 1805—1811). За представленное им в Вольное экономическое общество сочинение «Об изыскании причин чрезвычайной смертности младенцев в крестьянском сословии и способах её отвращения» в 1833 году он получил золотую медаль и премию; в 1840 году также было отмечено сочинение, представленное в Учёный комитет Министерства государственных имуществ — «Об изыскании способа улучшения хозяйственного быта поселян». Представленная им в 1846 году в Академию наук «Политическая экономия» не была удостоена Демидовской премии только потому, что была представлена в рукописи.